# Лі Дехун
Лі Дехун  (кор. 이대훈, 5 лютого 1992) — південнокорейський тхеквондист, олімпійський медаліст.

## Виступи на Олімпіадах
| Олімпіада   | Вид спорту | Дисципліна | Місце  |
| ----------- | ---------- | ---------- | ------ |
| Лондон 2012 | Тхеквондо  | до 58 кг   | Срібло |
| Ріо 2016    | Тхеквондо  | до 68 кг   | Бронза |
| Токіо 2020  | Тхеквондо  | до 68 кг   | 5      |